# 632 a.C.
Il 632 a.C. (DCXXXII a.C. in numeri romani) è un anno  del VII secolo a.C.

## Nati
- Suizei, imperatore giapponese († 549 a.C.)